# Hestesko (Hippocrepis)
Hestesko (Hippocrepis) er en slægt med ca. 15 arter, der er udbredt i Nordafrika, Mellemøsten og Pakistan samt i Europa. Det er enårige eller flerårige, urteagtige planter, eller buske. De uligefinnede blade har akselblade og består af 3 til adskillige, helrandede småblade. Blomsterne er samlet i skærmagtige småstande. De enkelte blomster er uregelmæssige og 5-tallige. Frugterne er flade bælge, der ofte har hesteskoformede kerner.
| Beskrevne arter |

- Gul hestesko (Hippocrepis comosa)
- Buskhestesko (Hippocrepis emerus) – tidligere beskrevet som: Coronilla emerus

| Andre arter |

- Hippocrepis bicontorta
- Hippocrepis biflora
- Hippocrepis ciliata
- Hippocrepis cornigera
- Hippocrepis glauca
- Hippocrepis minor
- Hippocrepis multisiliquosa
- Hippocrepis salzmannii
- Hippocrepis scabra
- Hippocrepis unisiliquosa